# 斑頭吻鰕虎魚
斑頭吻鰕虎魚（学名：Rhinogobius puncticeps）为鰕虎魚科吻鰕虎魚屬的鱼类，俗名斑頭栉鰕虎魚。在中国，分布于浙江等。该物种的模式产地在浙江温州外海。

## 扩展阅读
維基物種上的相關：斑頭吻鰕虎魚